# Truus Solleveld
Geertruida Everdina Wilhelmina (Truus) Solleveld (Den Haag, 16 juli 1924 – Rotterdam, 9 oktober 2001) was een Nederlands verzetsstrijdster tijdens de Tweede Wereldoorlog. 

## Biografie
Truus Solleveld werd geboren in Den Haag, als dochter van Leendert Solleveld (1899-1962) en Geertruida Everdina Margaretha de Koning (1898-1986). In 1943 behaalde ze haar diploma aan de HBS voor meisjes in Den Haag.

### Tweede Wereldoorlog
In juni 1943 werd Solleveld lid van de Utrechtse verzetsgroep Oranje Vrijbuiters. Ze werkte als koerierster. Ze kreeg al snel een relatie met Hans van Koetsveld. Na diens arrestatie, in augustus 1943, dook ze onder. Van Koetsveld werd gevangen gehouden in het Oranjehotel. Solleveld wilde hem graag bezoeken en ging op 27 september 1943 naar het Binnenhof om daarvoor toestemming te vragen. Ze werd echter herkend en opgepakt.
Solleveld werd geclassificeerd als Nacht und Nebel gevangene. Ze verbleef van 27 september 1943 tot 10 mei 1944 in het Oranjehotel. Daarna werd ze getransporteerd naar Ravensbrück, waar ze verbleef tot 1 maart 1945. Van 15 mei tot 25 oktober 1944 werd ze tewerkgesteld bij Siemens. In maart 1945 werd Solleveld overgebracht naar Mauthausen, waar ze verbleef tot 22 april 1945. Ze werd vanaf 1 april 1945 tewerkgesteld in de wasserij.
Op 22 april 1945 werd Mauthausen bevrijd door het Amerikaanse leger. Solleveld kwam via Sankt Gallen, Parijs en Brussel terug naar Nederland.

## Onderscheiding
In 1984 kreeg Solleveld het Verzetsherdenkingskruis uitgereikt.